# Baby Universal
Baby Universal ist eine Indierock-Band aus Halle (Saale), bestehend aus Cornelius Ochs (Gesang/Gitarre/Klavier), Hannes Scheffler (Gitarre), Tobias Lehmann (Bass), Carsten Rothweiler (Schlagzeug). Mitbegründer Friedrich Hentze (Perkussion/Keyboard) verließ Ende 2010 die Gruppe.

## Geschichte
Die Musiker kannten sich bereits von gemeinsamen Jamsessions in ihrer Heimatstadt Halle (Saale). Aus der Idee eines gemeinsamen Konzertes im Jahre 2002 mit dem ostdeutschen Liedermacher Hans-Eckardt Wenzel, wurde es der Band ermöglicht, Texte der amerikanischen Singer-Songwriter Legende Woody Guthrie neu zu vertonen. Es entstand das Projekt „Z-JOE and the Dustbowlers“. Eine CD mit dem Namen a woody zombie hootenanny wurde 2003 selbst produziert und veröffentlicht. Einige dieser Stücke spielen die Musiker heute noch auf Konzerten. Da das Projekt „Z-JOE and the Dustbowlers“ eng mit Woody Guthrie verwoben war, nun aber komplett eigene Stücke geschrieben wurden, nannte sich die Band 2007 um in „Baby Universal“.
Während einer Reise durch die USA entwickelte Cornelius Ochs das musikalische Konzept der Band. Dabei entstand das Video zu Boys and Girls. Dieses Video wird als die Geburtsstunde von Baby Universal angesehen.
Der erste Liveauftritt folgte kurz darauf in Dresden, das erste Album Ahoi, Dark Beauty erschien 2008 bei Kabumm Records und wurde von der Band und dem Musikproduzenten Thommy Krawallo produziert. Baby Universal traten bereits als Vorband von Björn Dixgard (Mando Diao) und Phillip Boa auf. Sie gehörten zu den Newcomer-Bands der Volkswagen Sound Foundation 2010, ihr Pate war die Rockband Reamonn. Es folgte eine kleinere Tour mit Arlo Guthrie und Wenzel.
Im August 2010 erschien das offizielle Debütalbum Baby Universal bei Dreaminc, einem Berliner Independent-Label mit EMI als Vertrieb.
Die Musik der Gruppe wurde vor allem durch Rockbands wie The Doors, Nick Cave and the Bad Seeds, INXS und David Bowie geprägt, der der Band mit seinem Song vom letzten Tin-Machine-Album ihren Namen gab. Im März 2013 erschien das neue 11 Track-Album Slow Shelter.

## Diskografie
- Ahoi, Dark Beauty (2008, Kabumm Records)
- Dance Radio (2010, Video ohne CD)
- Baby Universal (2010, dreaminc/EMI)
- Boys And Girls (2011, dreaminc/EMI [Single])
- Live (2011, Kabumm Records/Broken Silence)
- Slow Shelter (2013, Kabumm Records/Broken Silence)
- Crystal Clear (Mai 2013, Kabumm Records/Broken Silence [Single])